# Yosuke Sakamoto
Yosuke Sakamoto (født 12. januar 1974) er en tidligere japansk fodboldspiller.
Han har spillet for flere forskellige klubber i sin karriere, herunder Kyoto Purple Sanga.